# Эпштейн, Иерохим Яковлевич
Иерохим Яковлевич Эпштейн (27 июля 1899, Усвяты, Витебская губерния — 20 октября 1981, Москва) — заслуженный строитель РСФСР (1963), лауреат Ленинской премии (1966).

## Биография
Родился в местечке Усвяты Велижского уезда Витебской губернии, сын приказчика Якова (Янкеля) Эпштейна.
Окончил Усвятское высшее начальное училище (1914), Одесское строительное училище (1918), Петроградский горный институт (1924) и Высшие инженерно-строительные курсы (1931).
В 1919—1920 служил в РККА в Москве, в 5-м стрелковом полку.
В 1925—1927 учитель в Кокчетаве. В 1927—1929 в Днепропетровске инженер и старший прораб в управлении окружного инженера и районной стройконторы.
В 1930—1933 начальник производственно-технического отдела, заместитель главного инженера и главный инженер Днепропетровской областной конторы «Укржилстрой».
С 1933 главный инженер и начальник Управления строительства Кузнецкого металлургического комбината.
В 1938 арестован по обвинению в принадлежности к правотроцкистской организации. 29 ноября 1939 года осужден Военным трибуналом Сибирского военного округа к 10 годам заключения в ИТЛ и 5 годам поражения в правах. 22 апреля 1941 года повторно осужден на тот же срок.
22 июня 1942 года назначен начальником конторы «Металлургстрой» Управления капитального строительства Норильского комбината. Освобожден 13 декабря 1946 года с учётом сложения срока наказания и в качестве вольнонаемного назначен главным инженером ПТО Управления капитального строительства комбината.
С 01.12.1950 главный инженер конторы «Медьстрой», с января 1953 года — заместитель главного инженера, начальник ПТО конторы «Металлургстрой», с июня того же года по июнь 1954 года — старший инженер по строительству и заместитель главного инженера конторы «Промстрой». С марта 1955 года начальник конторы «Металлургстрой».
15 декабря 1956 года полностью реабилитирован.
С августа 1959 года и до выхода на пенсию 26 ноября 1971 года главный инженер отдела капитального строительства Норильского комбината.

## Награды и звания
Заслуженный строитель РСФСР (1963). Ленинская премия (1966).